# Vera C. Bushfield
Vera Cahalan Bushfield (Miller, 9 de agosto de 1889 – Fort Collins, 16 de abril de 1976) foi uma política norte-americana. Filiada ao Partido Republicano, foi nomeada para o Senado dos Estados Unidos pela Dakota do Sul na vaga aberta pela morte de Harlan Bushfield, seu esposo. Bushfield integrou o Senado de outubro a dezembro de 1948.